# Юнацька збірна Сан-Марино з футболу (U-19)
Юнацька збірна Сан-Марино з футболу (італ. Nazionale Under-19 di calcio di San Marino) — національна футбольна команда Сан-Марино гравців віком до 19 років, якою керує Футбольна федерація Сан-Марино і представляє країну на міжнародному рівні.
Юнацька збірна цієї країни жодного разу не потрапляла до фінальної стадії молодіжного чемпіонату Європи чи світу.